# Famille Terwilliger
La famille Terwilliger est une famille fictive de la série Les Simpson.
Elle est composée des deux frères, Robert (dit Bob) et Cecil, des génies du crime. 
Tahiti Bob, Robert Underdunk Terwilliger dit Tahiti Bob, l'aîné a les cheveux rouges en hauteur. Il a essayé de tuer plusieurs fois Bart Simpson. Il s'intéresse particulièrement à la politique. Il est très intelligent. 
Sa carrière commence chez Krusty le clown, lorsqu'il recherche un clown, alors que c'est son frère Cecil Terwilliger qui s'y présentait. 
Alors que Krusty le ridiculisait, il se vengera en cambriolant le Kwik-E-Mart d'Apu Nahasapeemapetilon, tout en accusant le clown. Bart et sa sœur Lisa découvriront la vérité et l'enverront en prison.
Cecil Terwilliger, le cadet, a des cheveux blonds qui descendent vers le bas. Génie également du crime, il fera exploser un barrage pour tuer Tahiti Bob et les enfants Simpson. Il tient une société de construction, ou il engagera Bob à sa sortie de prison. Il a toujours adoré faire rire et a toujours voulu devenir l'assistant de Krusty le Clown. En se présentant à l'audition, il n'a pas séduit Krusty, qui a préféré alors Tahiti Bob comme assistant. Il éprouve depuis ce jour une haine farouche envers son frère. Un jour, il a libéré son frère de prison et l'a embauché sur son chantier de rénovation du barrage de Springfield.